# 날개가 되어라
〈날개가 되어라〉(翼になれ)은 1998년 7월 15일에 발매된 V6의 10번째의 싱글이다.

## 해설
- 20th Century가 커플링 곡을 부른건 이 싱글이 처음이다.

## 수록곡
1. 翼になれ
  - 작사/작곡：키시타니 카오리, 편곡：우에노 케이시
  - V6 전원 출연 TBS 버라이어티 프로그램 《학교에 가자!》 주제곡
2. FLY TO THE WORLD! / 20th Century
  - 작사：ANEMONE, 작곡：카와카미 아키히코, 편곡：이시즈카 토모키
3. 翼になれ(カラオケ)
4. FLY TO THE WORLD!(カラオケ)